# Ӓ
ダイエレシス付A（ダイエレシスつきアー、大文字:Ӓ, 小文字: ä）はキリル文字のひとつ。現在、ハンティー語（en:Khanty language）、サーミ語、マリ語に使われている。
かつてはガガウズ語にも使われていた。
UnicodeではU+04D2とU+04D3である。
ラテン文字のÄと特に誤りやすい。

## 音素
サーミ語、マリ語とガガウズ語では非円唇前舌狭めの広母音を表している(いた)。/æ/
また、ハンティー語では中舌狭めの広母音を表していた。/ɐ/